# Gabriela Sari
Gabriela Clara Sari (Lanús, Buenos Aires, Argentina; 26 de octubre de 1980), más conocida como Gabriela Sari, es una actriz argentina.

## Biografía
Es hija de una italiana y de Miguel Esteban Sari (exintegrante del Club del clan), quien imprimió en su hija la vena artística y la pasión por el canto y el baile.
En 1997 fue a participar con su colegio en el programa Feliz Domingo, en ese entonces conducido por Pablo Codevilla, donde le tocó participar en una de las prendas del ciclo estudiantil y el presentador de este quedó sorprendido por sus dotes artísticas, al grado que ella fue convocada para participar del elenco de un nuevo programa musical producido por el propio Codevilla, llamado Los Más Más (luego llamado Los Más Escuchados, en donde participó junto a otros actores y actrices juveniles que también al igual que Gabriela participaron en Feliz Domingo, algunos a la postre famosos, como Daniela "La Chepi" Viaggiamari e Ivanna Rossi). Allí comenzó su carrera.
Al año siguiente saltó a la fama tras su participación en Muñeca brava, una de las tiras más exitosas de Telefe, junto a Natalia Oreiro, donde comenzó su carrera actoral. 
Si bien su actuación en televisión comenzó a fin de los 90´ su popularidad ascendió cuando tuvo un papel en Historias de sexo de gente común en el año 2004. 
En 2008, con la telenovela Por amor a vos, alcanzó su pico de popularidad ya que su personaje era el de una sensual pelirroja hija del encargado de un edificio.
Desde 2014 vive en pareja con el abogado, conductor y periodista Darian Schijman.

## Teatro
Se destaca como actriz por su gran versatilidad que le ha permitido transitar diversos géneros.
Se incorporó en 2015 junto a Dalma Maradona y Katja Alemán al elenco de La casa de Bernarda Alba, interpretando a Amelia, una de las hijas de Bernarda. Con producción general de Javier Faroni y la dirección de José María Muscari la obra reunió a Rosa Fugazot, Emilia Mazer, Silvia Kutika, Erika Wallner, Mimí Ardú y Mariana Prommel.
En 2011, formó parte del elenco de La pulga en la oreja bajo la Dirección de Alicia Zanka, mientras que en 2008 participó de la obra escrita y dirigida por Gerardo Sofovich El Enterrador, junto a Maximiliano Ghione, Silvia Montanari, Roly Serrano y la participación especial de Fito Páez. 
Participó en la obra El cartero de Antonio Skármeta junto a Darío Grandinetti (Pablo Neruda), Nicolás Cabré (el cartero) y Gabriela Sari (en el papel de su enamorada), junto a Alejandra Da Passsano (la madre de la chica) bajo la dirección de Hugo Arana. La obra sentó un precedente recordado cuando las autoridades de la Provincia de Santiago del Estero impusieron una censura cuando debía estrenarse pieza, a la luz de una escena en la que los jóvenes actores Nicolás Cabré y Gabriela Sari aparecían totalmente desnudos.
El gobernador Juárez manifestó que la obra contenía escenas obscenas y que por lo tanto era adecuada la prohibición de su puesta en escena. Cuarenta y cinco días más tarde de la primera fecha programada, en lo que se vivió como una celebración de la democracia, y en la sala de la Universidad Nacional de Santiago del Estero donde se presentó  la obra custodiada por 25 policías federales y bajo la intimidación de la policía provincial; la obra contó con la presencia de la exjueza Graciela Basile, quien declaró que “Para mí que no se prohibió el desnudo sino el trasfondo político". "Viva el teatro", fueron las palabras finales de Darío Grandinetti, actor y productor.
En 2017, realizará una nueva obra de teatro, Acaloradas, junto con Mimí Ardú, María Fernanda Callejón y Emilia Mazer.

## Filmografía

### Televisión
| Año       | Título                           | Canal      | Personaje          |
| --------- | -------------------------------- | ---------- | ------------------ |
| 1997-1998 | Los Más Más                      | Canal 9    | Gabriela           |
| 1998      | Casablanca (Sin aire)            | Telefe     | Gloria             |
| 1998-1999 | Muñeca brava                     | Telefe     | Gloria Esposito    |
| 1999      | Buenos vecinos                   | Telefe     | Luli               |
| 2000      | Los buscas de siempre            | Azul TV    |                    |
| 2001      | Los médicos de hoy II            | Canal 13   | Mili               |
| 2001      | El sodero de mi vida             | Canal 13   |                    |
| 2002      | 099 Central                      | Canal 13   | Andrea "Andy"      |
| 2003      | Costumbres argentinas            | Telefe     | Andrea             |
| 2004      | Jesús, el heredero               | Canal 13   | Bianca             |
| 2005      | Floricienta                      | Canal 13   | Laura              |
| 2004-2005 | Historias de sexo de gente común | Telefe     | Ana                |
| 2005      | Amor mío                         | Telefe     | Sofía              |
| 2005      | ¿Quién es el jefe?               | Telefe     | Laura              |
| 2005      | Historias de terror              | Canal 7    | Clara              |
| 2005-2006 | Se dice amor                     | Telefe     | Rosa Gutiérrez     |
| 2006-2007 | La ley del amor                  | Telefe     | Sofía              |
| 2008      | Por amor a vos                   | Canal 13   | Marilina Valdés    |
| 2010      | Malparida                        | Canal 13   | Vanesa Ramírez     |
| 2011      | El hombre de tu vida             | Telefe     | Sabrina            |
| 2011      | Tiempo de pensar                 | TV Pública | Ep: "La despedida" |
| 2012-2013 | Dulce amor                       | Telefe     | Connie             |
| 2014      | Somos familia                    | Telefe     | Agustina Graciani  |
| 2015      | Milagros en campaña              | Canal 9    | Heidi Taboule      |
| 2018      | Rizhoma Hotel                    | Telefe     | Guillermina        |
| 2019      | El host                          | Fox        |                    |
| 2022      | Insta-late                       | América TV | Panelista          |

### Cine
- Noche de chicas (2004)
- Tocar el cielo (2007)
- Todo por el ascenso (2019)
- 4 metros (2019)

## Teatro
- El cartero (2001)
- Convivencia (2006)
- El enterrador (2008)
- De noche (2008-2009)
- La pulga en la oreja (2011)
- Algunas mujeres a las que les cagué la vida (2013-2014)
- La casa de Bernarda Alba (2015)
- Acaloradas (2017)